# Hjerm (plaats)
Hjerm is een plaats in de Deense regio Midden-Jutland, gemeente Struer. De plaats telt 1141 inwoners (2008).